# 크리스티나 슈튀머
크리스티나 슈튀머(독일어: Christina Stürmer, 1982년 6월 9일 ~)는 오스트리아의 록 가수이며, 이 이름은 동시에 그녀가 속한 밴드의 이름이기도 하다. 크리스티나는 린츠에 있는 서점에서 일한 다음에 여러 밴드에서 노래를 하다가, 오스트리아의 오디션 프로그램인 스타마니아에 참가하여 2위를 하게 된다. 크리스티나의 데뷔곡은 2003년에 발표한 "Ich lebe"이다. Ich lebe는 오스트리아에서 대성공을 거두었고. 다수의 1위를 차지하게 되었다.
2004년에 "Vorbei"는 독일에서 100위 이내권에 진입하였다. 그리고 2005년 4월에 새로운 버전의 "Ich lebe"가 독일과 스위스시장을 위해 제작되었다. Ich lebe는 독일, 스위스, 이탈리아에서 굉장히 높은 순위를 차지하였다. 이 일은 크리스티나 슈튀머가 독일어 사용국가에서 잘 알려지는 계기가 되었다. 2006년은 오스트리아, 독일, 스위스, 이탈리아에서 1500만장이상의 음반을 판매하는등 크리스티나의 가장 성공적인 해였다.

## 유년기와 음악 분야에서의 경력

### 유년기
1982년 오스트리아 린츠에서 태어난 크리스티나는 굉장히 음악적인 집안에서 자랐다. 13살때 크리스티나는 재즈밴드에서 색소폰을 연주하였다. 색소폰에 이어서 크리스티나는 가로피리도 연주하였다. 1998년에 크리스티나는 직접 결성한 "Scotty"라는 밴드에서 노래를 불렀다. 그 밴드에서는 주로 영어로 된 노래를 연주하였다. 크리스티나는 또한 Sulumelina라는 이름의 아카펠라 그룹에 일원이었다. 고등학교를 중퇴한 후에, 크리스티나는 Amadeus라는 서점에서 견습직을 시작하였다. 몇 개월후에 크리스티나는 스타마니아에 참가신청을 하였다.

### 스타마니아
2003년에 크리스티나는 스타마니아에서 미카엘 츄그날의 뒤를 이어 2위를 차지하였다. 뒤이어 크리스티나는 "Ich lebe"라는 첫 곡을 발매하였다. 이 음악은 오스트리아 음악 차트에서 1위를 9주동안 차지하였다.

### 오스트리아에서의 활동 시작

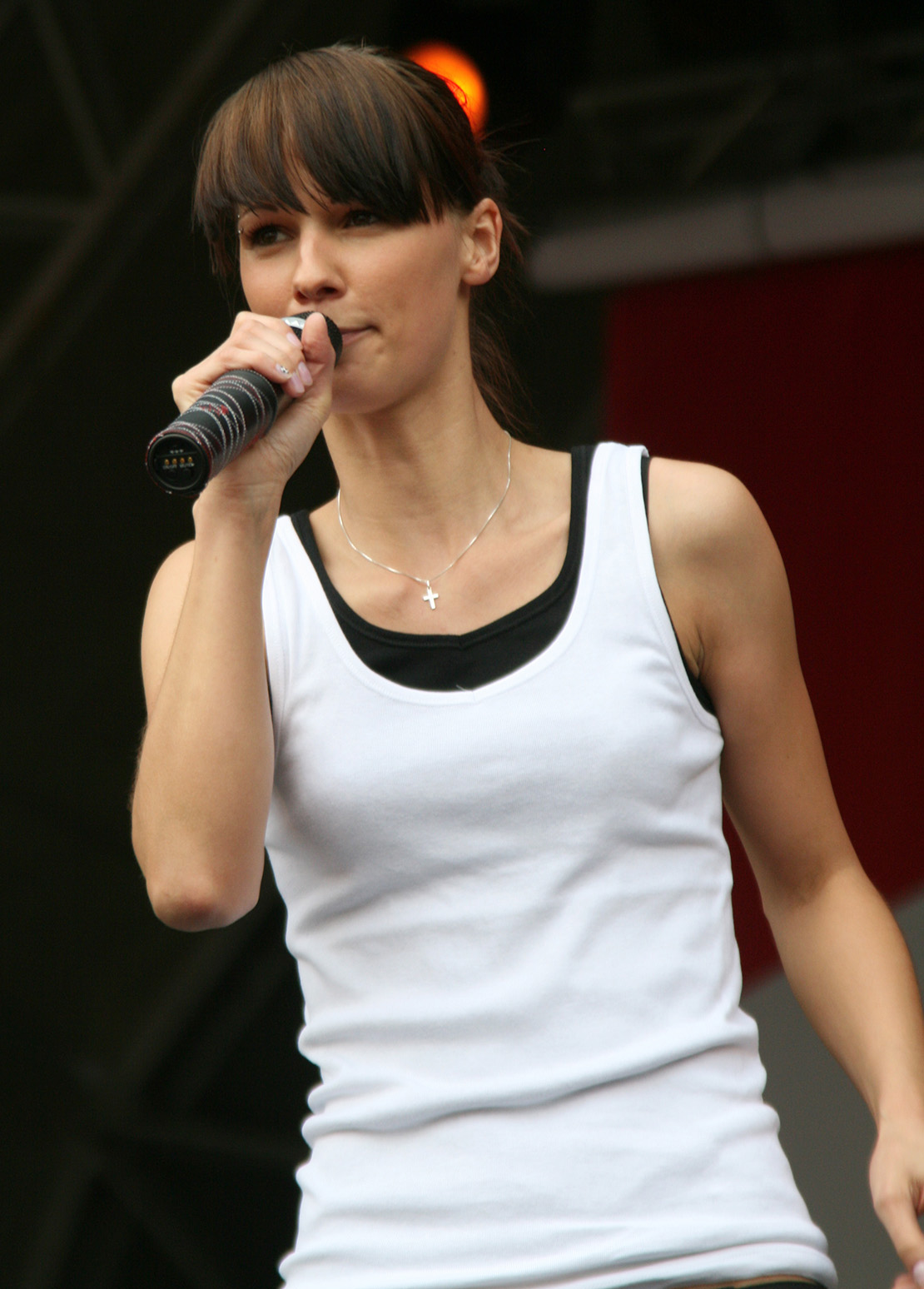
유로 2008 콘서트

Ich lebe이후에 크리스티나는 매우 성공적인 싱글음반인 "Geh nicht wenn du kommst"와 전쟁 반대 음악인 "Mama (Ana Ahabak)"을 발표하였다. Mama Ana Ahabak은 이라크 전쟁중에 발표되었다. 이 노래는 어린 이라크 소녀의 관점에서 전쟁 나타내었다. 그리고 또한 오스트리아 음악 차트에서 9주동안 1위를 차지하였다. "Freier Fall"은 오스트리아에서 독점적으로 2003년 3월에 발매되었다. 그리고 역시 빠르게 차트의 상위권에 진입하였고 수주동안 1위를 유지하였다. 2003년 가을에 크리스티나는 첫 음반의 인기에 힘입에 오스티리아 투어를 하게 되었다. 2004년 3월, 크리스티나의 두 번째 앨범인 "Soll das wirklich alles sein"이 또다시 오스트리아에서만 발표되었다. 이 앨범은 전작인 "Freier Fall"보다 더 성공적이었으나 앨범의 싱글은 평균적인 판매량을 기록하였다. 그 해 가을에 "Wirklich alles!"투어가 오스트리아에서 있었다. 이 투어의 하이라이트는 11월에 비엔나시에서 열린 콘서트다. 이 콘서트의 표는 매우 짧은 시간에 11,000장이 모두 팔리는 기록을 세웠다. 이 콘서트는 녹화되었고, 짧은 전기와 인터뷰가 더해져 "Wirklich alles!"라는 이름으로 DVD로도 발매되었다. 비엔나 콘서트 직후에 열린 클럽 투어 도중에 크리스티나는 밴드와 같이 작곡한 음악을 선보이기도 했다.

### 독일에의 돌파구
그 때, 크리스티나와 매니저(안드레아스 슈트라이트, 베른트 렝그레하우젠)는 독일진출구를 모색하고 있었다. 2004년 11월에 싱글 "Vorbei"가 독일에서 발표되었다. 그러나 기대에 미치지 못하는 결과를 거두었다. 2005년 4월에 Ich lebe의 재작업한 버전을 독일에 발표하였다. 이 싱글은 엄청난 성공을 거두었고, 독일 음악 차트에서 9위를 차지하였고, 그후에 4위까지 진입하였다.
그 후에 "Shwarz Weiss"라는 앨범이 2005년 6월에 독일과 스위스에 발매되었다. 이 음반은 독일 앨범 차트에서 3위에 진입하였고, 상위 20위에 1년이상 머물렀다. 수록된 대다수의 음악은 이미 오스트리아에서 알려진 음악들이었으나 독일의 록과 팝 경향에 맞추어 다시 제작되었다. 그 싱글들은 "Engel fliegen Einsam", "Mama (Ana Ahabak)", "Immer an euch geglaubt"이었다. 그 싱글들은 조금더 록답게 다시 녹음되었다. 2005년 후반부에 크리스티나와 밴드는 독일과 스위스에서 Shwarz Weiss투어를 진행하였다. 이 투어에서는 다만 40개의 콘서트가 2개월 동안 열렸다. 그렇지만 몇몇 콘서트는 엄청난 수요로 인하여 콘서트 장소를 수정해야했었다. 크리스티나 슈튀머와 밴드는 주류 밴드로서의 입지를 확고히 다졌다.

### 계속되는 성공
2006년에 크리스티나와 밴드는 "Lebe lauter"라는 4번째 앨범을 발표하였다. 이 앨범은 독일과 오스트리아에서 1위를 차지하였다. 싱글인 "Nie genug"과 "Um bei dir zu sein/An Sommertagen"은 모두 오스트리아 음악 차트에서 1위를 차지하였다. 첫 번째 싱글인 "Nie genug"은 독일에서 15위라는 훌륭한 성적을 거두었다. 뒤이인 싱글들인 Um bei dir zu sein/An Sommertagen, Ohne Dich, Scherbenmeer는 모두 오스트리아에서 10위권내에 진입하였다. 오스트리아가 스위스와 유로 2008을 공동 개최할때, 크리스티나의 싱글인 "Fieber"가 오스트리아의 유로 2008 주제가가 되었다. 2009년에 크리스티나의 마지막 앨범인 "In dieser Stadt"가 발매되었고, "Ist mir egal" and "Mehr als perfekt"라는 2개의 싱글이 더 발매되었다.
크리스티나의 발매예정인 앨범에서 나오는 새로운 싱글인 "WIr leben den Moment"는 2010년 9월 3일 발매 예정이다.

## 수상경력
- Amadeus Austrian Music Award 2004 "Best Pop/Rock national"과 "Newcomer of the Year national"부문
- Amadeus Austrian Music Award 2005 "Best Pop/Rock national"과 "Best Single national"부문
- ECHO 2006 "Best National Female Artist (Rock/Pop)"부문
- Amadeus Austrian Music Award 2006 "Best Pop/Rock national"과 "Best Single national"부문
- Goldene Stimmgabel 2006 "Best German Rock/Pop"부문